# Evangelical Synod of North America
Die Evangelical Synod of North America (bis 1927 German Evangelical Synod of North America) war eine ursprünglich deutschsprachige christliche Kirche in unierter Tradition in den Vereinigten Staaten. Sie gehört zu den Vorgängerkirchen der United Church of Christ.

## Geschichte
Die Kirche entstand im Mittleren Westen der Vereinigten Staaten aus deutschstämmigen Gemeinden in der Tradition der evangelischen unierten Kirchen in Preußen, die, ebenso wie die deutschen unierten Kirchen der damaligen Zeit, stark vom Pietismus geprägt waren.
Als älteste Gemeinde gilt die 1833 gegründete Bethlehem Church in Ann Arbor, Michigan.
1840 wurde in St. Louis der Deutsche Evangelische Kirchenverein des Westens als Filialkirche der unierten Evangelischen Kirche in Preußen (Preußische Union) gegründet. Gründer waren sechs deutsche Pfarrer, die in Preußen ordiniert worden waren und die in Missouri und Illinois Pionierarbeit leisteten. Die Gemeinden wurden unterstützt durch die Basler Mission und deutsche Missionsgesellschaften, die die Einwanderer auch evangelisierten, so weit es sich um Deisten oder Leute handelte, die der Kirche fernstanden. 
1850 gründete die Kirche in Missouri ein eigenes Seminar, das Eden Theological Seminary, da die Ausbildung an den deutschen Universitäten nicht den Bedürfnissen im amerikanischen Grenzland entsprach. Eden Theological Seminary ist heute ein Seminar der United Church of Christ.
Die Kirche vereinigte sich 1858 mit dem 1850 gegründeten Deutschen Evangelischen Kirchenverein von Ohio, 1860 mit der Deutschen Unierten Evangelischen Synode des Ostens, 1872 mit der Deutschen Evangelischen Synode des Nordwestens.
Die Kirche formulierte ein Glaubensbekenntnis in Kurzform: Christus alleine, Glaube alleine, die Bibel alleine.
1866 wurde der Name auf German Evangelical Synod of the West geändert, 1877 auf German Evangelical Synod of North America. 1884 gründete die Kirche eine Indien-Mission. 1908 gehörte die Kirche zu den Gründungsmitgliedern des Federal Council of Churches, einer Vorläuferorganisation des National Council of Churches of Christ.
Nachdem die meisten Gemeinden bis zum Beginn des 20. Jahrhunderts von Deutsch zu Englisch als Gottesdienstsprache übergegangen waren, wurde das German im Namen gestrichen; die Kirche hieß nunmehr Evangelical Synod of North America. 1934 vereinigte sich die Kirche mit dem größeren, liberalen Teil der Reformed Church in the United States zur Evangelical and Reformed Church, die 1957 in der United Church of Christ aufging.

## Größe und Verbreitung
Die Kirche war hauptsächlich unter deutschen Auswanderern im Mittleren Westen verbreitet, wo damals die meisten deutschen Auswanderer siedelten (Missouri, Illinois, Indiana, Michigan, Iowa und Wisconsin). Noch Anfang des zwanzigsten Jahrhunderts war der größte Teil der Literatur in deutscher Sprache.
Die Encyclopedia Britannica von 1911 gibt für 1909 985 Pastoren und 238.000 Mitglieder an. 1934, bei der Fusion mit der Reformed Church in America hatte die Evangelical Synod 281.000 Mitglieder und 1.227 Pastoren.

## Bekannte Mitglieder
Zu den bekanntesten Mitgliedern der Evangelical Synod of North America gehörten die Brüder Reinhold Niebuhr and H. Richard Niebuhr.